# Oath Bound
Oath Bound er det sjette studiealbum fra det østrigske symfonisk black metal-band Summoning. Hvis man ikke tæller nogle dele af soundtracket til Ringenes Herre, så er sangen "Mirdautas Vras" den første sang nogensinde til at blive sunget i sin helhed på Mordors "sorte sprog". Sangene "Might And Glory" og "Land Of The Dead" indeholder begge koreffekter af samme slags som blev brugt på sangen "Farewell" fra Let Mortal Heroes Sing Your Fame.
Omslagsillustrationen såvel som siderne i hæftet er lavet ud fra malerier af den tysk-amerikanske maler Albert Bierstadt.

## Spor
1. "Bauglir" – 2:58
2. "Across the Streaming Tide" – 10:20
3. "Mirdautas Vras" – 8:13
4. "Might and Glory" – 8:26
5. "Beleriand" – 9:27
6. "Northward" – 8:39
7. "Menegroth" – 8:12
8. "Land of the Dead" – 12:50